# Kalophrynus eok
Kalophrynus eok là một loài ếch trong họ Nhái bầu.
Nó được tìm thấy ở Malaysia và có thể cả Indonesia.
Các môi trường sống tự nhiên của chúng là các khu rừng vùng núi ẩm nhiệt đới hoặc cận nhiệt đới và đầm nước ngọt. Loài này đang bị đe dọa do mất môi trường sống.